# Halowe Mistrzostwa Europy w Lekkoatletyce 1979 – bieg na 1500 m kobiet
Bieg na 1500 metrów kobiet – jedna z konkurencji biegowych rozgrywanych podczas halowych lekkoatletycznych mistrzostw Europy w hali Ferry-Dusika-Hallenstadion w Wiedniu. Rozegrano od razu bieg finałowy 25 lutego 1979. Zwyciężyła reprezentantka Rumunii Natalia Mărășescu, która była już mistrzynią na tym dystansie w 1975. Tytułu zdobytego na poprzednich mistrzostwach nie broniła Ileana Silai z Rumunii.

## Rezultaty

### Finał
Rozegrano od razu bieg finałowy, w którym wzięło udział 7 biegaczek.
Opracowano na podstawie materiału źródłowego.
| Miejsce | Zawodniczka        | Czas   | Uwagi   |
| ------- | ------------------ | ------ | ------- |
| 1       | Natalia Mărășescu  | 4:03,5 | CR · NR |
| 2       | Zamira Zajcewa     | 4:03,9 | NR      |
| 3       | Swietłana Guśkowa  | 4:07,4 |         |
| 4       | Brigitte Kraus     | 4:09,7 |         |
| 5       | Rumjana Czawdarowa | 4:11,6 |         |
| 6       | Breda Pergar       | 4:13,8 | NR      |
| 7       | Cherry Hanson      | 4:13,8 |         |